# Élections régionales de 1986 en Guadeloupe
Pour un article plus général, voir Élections régionales françaises de 1986.
Les secondes élections régionales de la nouvelle région Guadeloupe ont eu lieu le 16 mars 1986.

## Listes candidates

### Liste RPR
La liste « d'Union pour le développement et le progrès de la région Guadeloupe » est conduite par la présidente sortante depuis 1983, Lucette Michaux-Chevry, ancienne présidente du Conseil général. Elle mène une campagne très départementalistes et anti changement de statut ou de fusion des collectivités. Elle mène campagne pour une Guadeloupe française.

### Liste UDF
José Moustache, numéro 2 de la liste unie de la droite victorieuse en 1983 se présente cette fois-ci seul avec la liste « Union et développement pour la Guadeloupe ». Son second de liste est Marcel Esdras. Elle souhaite continuer le développement mais "dans la France", gardant des positions départementalistes mais en étant ouverte à des évolutions statutaires.

### Liste socialiste
La liste de la Fédération guadeloupéenne du Parti socialiste est comme en 1983 menée par Conseil général, Dominique Larifla. Elle veut enfin réussir à dépasser le PCG à gauche. Elle à ramené à elle la jeune garde symbolisée par Félix Proto, qui était sur une liste dissidente en 1983. Elle insiste sur une nécessaire décentralisation, et que pour qu'elle se passe bien, que le conseil régional et général (qu'elle contrôle) « marchent ensemble et d'un même pas ».

### Liste communiste
La liste « d'Union démocratique et anticolonialiste » du principal parti de gauche de l'île, le PCG, est de nouveau dirigée par le maire de la préfecture Basse-Terre, Jérôme Cléry. Il est accompagné du maire du député Ernest Moutoussamy. Elle veut mobiliser l'électorat jeune, ouvrier et féminin pour l'autonomie la plus large possible, sans parler d'indépendance. Elle insiste particulièrement sur la politique anti ouvrière de l'État français.

### Liste «Culture et Développement»
La liste de « Culture et Développement » est conduite par l'ancien militant PCG, Laurent Farrugia. La seconde place est occupée par la figure de la défense de la langue créole, Hector Poullet. Partisane d'un nationalisme culturel, elle définit la Guadeloupe comme une « jeune nation multi-raciale et pluriculturelle ».

### Liste Combat ouvrier
Elle est menée de nouveau par Gérard Séné, fondateur de Combat ouvrier et porte le même nom « Pour une Guadeloupe débarrassée de l'exploitation capitaliste et de l’oppression coloniale ».

## Résultats
| Tête de liste  | Tête de liste          | Liste          | Premier tour | Premier tour | Premier tour | Sièges | Sièges | Sièges    |
| Tête de liste  | Tête de liste          | Liste          | #            | %            | Évolution    | #      | %      | Évolution |
| -------------- | ---------------------- | -------------- | ------------ | ------------ | ------------ | ------ | ------ | --------- |
|                | Lucette Michaux-Chevry | RPR            | 25 371       | 33,10        | 11,60        | 14     | 34,15  | 7         |
|                | Dominique Larifla      | FGPS           | 21 350       | 27,85        | 7,35         | 12     | 29,27  | 3         |
|                | Jérôme Cléry           | PCG            | 18 229       | 23,78        | 1,19         | 10     | 24,39  | 1         |
|                | José Moustache         | UDF            | 8 836        | 11,53        | 7,26         | 5      | 12,20  | 5         |
|                | Laurent Farrugia       | PCG diss       | 1 632        | 2,34         | n/a          |        |        |           |
|                | Gérard Séné            | CO             | 1 082        | 1,41         | 0,27         |        |        |           |
|                |                        |                |              |              |              |        |        |           |
| Inscrits       | Inscrits               | Inscrits       | 188 931      | 100,00       | 9 065        |        |        |           |
| Votants        | Votants                | Votants        | 88 439       | 46,81        | 6,54         |        |        |           |
| Blancs et nuls | Blancs et nuls         | Blancs et nuls | 11 777       | 13,32        | 9,07         |        |        |           |
| Exprimés       | Exprimés               | Exprimés       | 76 662       | 86,68        |              |        |        |           |